# Аландська сільська рада
Ала́ндська сільська рада (рос. Аландский сельский совет) — сільське поселення у складі Кваркенського району Оренбурзької області Росії.
Адміністративний центр — село Аландське.

## Історія
Станом на 2002 рік існували Аландська сільська рада (села Аландське, Болотовськ, селища Білозерний, Красний Огородник) та Зеленодольська сільська рада (села Андріанополь, Зеленодольськ, селище Безим'янний).
2013 року ліквідована Зеленодольська сільська рада, територія увійшла до складу Аландської сільради.

## Населення
Населення — 1281 особа (2019; 1755 в 2010, 2572 у 2002).

## Склад
До складу сільської ради входять:
| Населений пункт           | Населення, осіб (2002) | Населення, осіб (2010) |
| ------------------------- | ---------------------- | ---------------------- |
| Аландське, село           | 983                    | 796                    |
| Андріанополь, село        | 339                    | 193                    |
| Безим'янний, селище       | 118                    | 28                     |
| Білозерний, селище        | 205                    | 78                     |
| Болотовськ, село          | 89                     | 70                     |
| Зеленодольськ, село       | 728                    | 524                    |
| Красний Огородник, селище | 110                    | 66                     |